# Hyalonema intermedium
Hyalonema intermedium är en svampdjursart som beskrevs av Isao Ijima 1927. Hyalonema intermedium ingår i släktet Hyalonema och familjen Hyalonematidae. Inga underarter finns listade i Catalogue of Life.